# Кетрін Раян
Кетрін Луїза Раян (нар. 30 червня 1983 р.) — канадська комікеса, письменниця, ведуча й акторка зі Сполученого Королівства.
Вона з'являлася на багатьох британських панельних шоу, в тому числі як капітан звичайної команди в 8 Out of 10 Cats і Never Mind the Buzzcocks, A League of Their Own, Mock the Week, Would I Lie to You?, QI, Just a Minute, Safeword і Have I Got News for You. 2015 року вона замінила Стіва Джонса на посаді ведучої «Волосся» на BBC Two. Як актриса, Раян з'являлася в численних телесеріалах у Великій Британії, включаючи ситкоми Campus, Episodes та її шоу на Netflix The Duchess.
Як стендап-комік, Раян з'являлася на BBC в прямому ефірі в Apollo, як звичайна, так і головна виконавиця. На Netflix у неї було випущено два стендап-випуски: Кетрін Раян: У біді (2017) і Кетрін Раян: Блискуча кімната (2019).

## Раннє життя
Батько Раян, Фінбар, — кресляр і власник інженерної компанії, який спочатку емігрував з Ірландії до Канади. Її мати Джулі Маккарті — британка /канадка та володіє ІT-консалтинговою компанією. Раян і дві її молодші сестри народилися і виросли в Сарнії, Онтаріо. Троє братів і сестер провели час у Корку, Ірландія, відвідавши їх бабусю та дідуся по батьковій лінії.
Батьки Раян розлучилися, коли вона була підлітком. Коли їй виповнилося 18, вона вирішила піти з дому і вирішила вивчати містобудування в університеті Райерсона в Торонто. Під час навчання в університеті, вона працювала в мережі ресторанів Hooters, а потім почала навчати інших офіціанток. У вільний час вона проводила вечори з відкритим мікрофоном як альтернативну форму особистої розваги, а після закінчення школи розробила основну комедійну рутину. Вона була однією з багатьох танцюристів у програмі Electric Circus MuchMusic.

## Кар'єра
Після закінчення навчання Раян продовжила працювати в Hooters як корпоративний тренер, подорожуючи Канадою, щоб навчати інших офіціанток, і допомагати відкрити єдиний на той час філію у Великій Британії в Ноттінгемі. Її партнер на той час хотів досліджувати Лондон, тому вона погодилася зробити це протягом першого місяця з літа 2007 року, а з січня 2008 року переїхала туди назавжди.

### Як комік

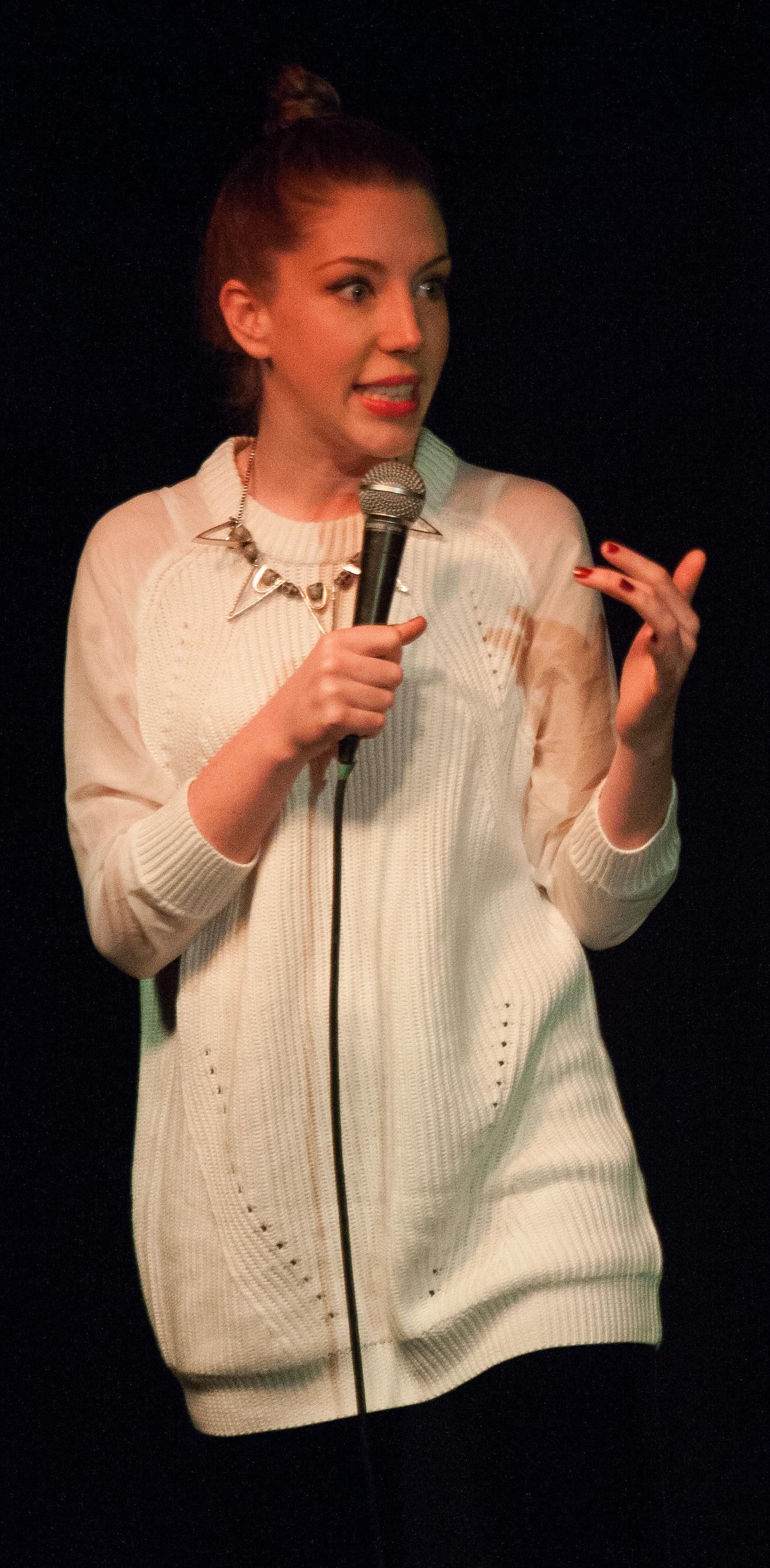
Раян виступає зі стендапом у 2012 році

Раян вперше з'явилася на телебаченні в ролі самої себе в кількох епізодах канадського музичного відео-шоу Video on Trial з першого сезону в 2005 році до її останнього виступу в 2008 році третього сезону. Після переїзду до Англії вона вперше з'явилася начетвертому каналі у серіалі 8 з 10 котів у 2012 році. Раніше вона з'являлася в акторському складі Кампусу Channel 4. 23 лютого 2013 року вона з'явилася як знаменитість у програмі BBC One «Let's Dance for Comic Relief» у ролі Нікі Мінаж, яка танцює під «Starships». Раян дійшла до фіналу і фінішувала на четвертому місці. Пізніше Раян була представлена на гала-концерті Вітні Каммінгс Just for Laughs 2013, який був записаний перед живою аудиторією 28 липня 2013 року. З тих пір вона взяла нові процедури на Единбурзький фестиваль.
У 2015 році Раян замінила Стіва Джонса на посаді ведучого « Волосся» на BBC Two. Також у 2015 році Раян стала учасницею дискусії команди Тіні Темпа в музично-комедійному шоу Bring the Noise на Sky 1 і в шоу ITV2 Safeword. У 2016 році Раян з'явилася у 2 серії Taskmaster. Вона перемогла Дока Брауна, Джо Вілкінсона, Річарда Османа та Джона Річардсона, щоб виграти сезон.
У 2016 році Раян вирушила у комедійний тур Катбум, як називала це місце її молодша сестра. У лютому 2017 року Netflix випустив Katherine Ryan: In Trouble, де під час цього туру була представлена її жива стендап-комедія в Hammersmith Apollo в Лондоні.
Вона приєдналася до Джиммі Карра в 2017 році, щоб вести чотири серії перезавантаження «Твоє обличчя чи моє?». 2018 року Раян приєдналася до американського комедійного шоу The Fix як капітан команди. У липні 2019 року Netflix випустив свій другий прямий стендап-випуск, Кетрін Раян: Glitter Room.

### Як актриса
Як актриса, Раян з'являлася в численних телесеріалах у Великій Британії, включаючи ситкоми Campus, Episodes and Badults. Раян знялася в серпні 2020 року в комедії Netflix The Duchess, заснованої на житті матері-одиначки в Лондоні; вона вважається його сценаристом, виконавчим продюсером і творцем.

### Інша робота
Раян писала щотижневу колонку в британському розважальному журналі NME.
6 червня 2014 року комедійний дует на YouTube Джек і Дін випустив музичне відео на свою пісню «Consent», в якому Раян зіграла акторську роль.
У 2016 році Раян знялася в анімаційному телесеріалі Disney XD і Teletoon «Фальшивий кіт», де вона озвучила Ренсфорда, білого кота з дивними очима та лідера The Sunshine Circle for Cats.
У 2021 році Раян вела реаліті-конкурс із шести частин «Все, що блищить: наступна ювелірна зірка Великої Британії» на BBC2. Вона буде представляти шоу знайомств ITV2 Ready to Mingle.

## Визнання
За свою комедійну роботу Раян отримала премію Nivea Funny Women Award. Вона також посіла друге місце в конкурсі Amused Moose Laugh-Off у 2008 році.

## Особисте життя
Раян раніше зустрічалася з актором і телеведучим Джеффом Лічем і мала стосунки з коміком Алексом Едельманом.
У 2019 році Раян уклала цивільне партнерство з Боббі Кутстрою. Церемонія відбулася в Данії в присутності її дочки. Вона і Кутстра зустрічалися в Канаді, бувши підлітками, і возз'єдналися, коли Раян повернулася до її рідного міста під час знімання епізоду телешоу «Хто ти думаєш, що ти є?». Раян живе зі своїм партнером і дочкою в Хартфордширі. Її друга дитина, син, народився в червні 2021 року.
Раян відкрито розповідала про косметичну операцію, яку вона перенесла. Вона зробила збільшення грудей на початку 20 років, а потім повторне збільшення після того, як стосунки закінчилися.
Вона двічі лікувалася від раку шкіри.